# فرایند جداسازی
جداسازی فرایندی است که مخلوط یا محلول مواد شیمیایی را به دو یا چند محصول متمایز تبدیل می‌کند. در برخی موارد، جداسازی ممکن است کاملاً مخلوط را به اجزای خالص تقسیم کند. جداسازی از تفاوت در خصوصیات شیمیایی یا فیزیکی (مانند اندازه، شکل، جرم، چگالی یا تمایل شیمیایی) بین اجزای مخلوط بهره می‌گیرد. فرایندها معمولاً با توجه به تفاوت‌های ویژه‌ای که برای دستیابی به جداسازی از آنها استفاده می‌کنند طبقه‌بندی می‌شوند. اگر هیچ تفاوت منفردی برای دستیابی به جدایی مورد نظر وجود نداشته باشد، اغلب می‌توان چندین عملیات را برای دستیابی به هدف ترکیب کرد.
با وجود چند استثناء، عناصر یا ترکیبات در طبیعت در حالت ناخالصی وجود دارند. اغلب این مواد اولیه باید قبل از استفاده مجدد، جداسازی را طی کنند به همین علت فنون جداسازی برای اقتصاد مدرن صنعتی ضروری و لازم است. جداسازی را می‌توان در مقیاس کوچک، در مقیاس آزمایشگاهی برای اهداف تحلیلی یا مقدماتی یا در مقیاس بزرگ، مقیاس صنعتی انجام داد.
یکی از شاخه‌های اصلی شیمی تجزیه و مهندسی شیمی است. سه شاخه مهم دیگر در شیمی تجزیه الکتروشیمی، طیف‌سنجی و شیمیومتری است. در جداسازی شیمی تجزیه، به روش‌های گوناگونی بافت و آنالیت را از هم جدا می‌کنند.

## تغییر فاز

### تبخیر
تبخیر تبدیل تمام یا بخشی از یک ماده جامد یا مایع به گاز می باشد.

### ذوب ناحیه‌ای (en)
برای خالص سازی ترکیبات جامد به کاربرده میشود.ذوب ناحیه ای دسته ای از روش هایی را شامل می شود که توزیع ناخالصی های محلول در آن یا به عبارتی حل شونده در چامد کریستالی تحت کنترل قرار می گیرد.

### تقطیر
تقطیر نام روشهایی است که بر اساس تفاوت در توزیع ماده بر اساس فشار بخار در فاز بخار و مایع، دو یا چند ماده را از هم جدا می‌کنند. به روش‌های مختلفی چون تقطیر ساده، تقطیر در خلأ، تقطیر جزء به جزء، تقطیراستخراجی، تقطیر آزئوتروپی و تقیر با بخار آب صورت می‌گیرد.

## استخراج
استخراج یکی از قدیمیترین روش‌های جداسازی می‌باشد. استخراج کافئین از برگ چای نمونه‌ای از استخراج است. در استخراج اساس کار بر توزیع ماده میان دو (و اخیراً سه) فاز است. استخراج مایع - مایع، استخراج با جاذب، ریزاستخراج با فاز جامد و قطره تعدادی از این روشهاست.

### مفاهیم
فرآیند استخراج معمولا از دو فاز غیر قابل امتزاج تشکیل شده است که در آن سعی در جداسازی جسم حل شده از یک فاز به فاز دیگر میشود.

## کروماتوگرافی
کروماتوگرافی یکی از قدرتمندترین روش‌های کنونی جداسازی است. در این روش یک فاز متحرک و یک فاز ساکن وجود دارد. ماده میان دو فاز توزیع می‌شود و به مرور زمان در بستر کروماتورگرافی یا ستون کروماتوگرافی حرکت می‌کند تا به آشکارساز برسد. تعداد روش‌های کروماتوگرافی بسیار زیاد است. چند نمونه از آن‌ها عبارتند از کروماتوگرافی گازی، کروماتوگرافی مایع، کروماتوگرافی کاغذی، کروماتوگرافی طردی.

### گاز مایع
کروماتوگرافی گاز مایع (به انگلیسی: gas liquid chromatography) یا GLC

## مبتنی بر رزین‌های تعویض یون

### کروماتوگرافی یونی
- تأخیر یونی، طرد یونی و تعویض لیاند

## مبتنی بر میدان الکتریکی
- رسوب‌گیری الکتریکی

### الکتروفورز
الکتروفورز بیشتر برای نمونه‌های بیوشیمی کاربرد دارد و بر اساس اعمال پتانسیل الکتریکی و تفاوت در سرعت حرکت یونها استوار است.

## دیگر روش‌ها
- گردیان غلظتی

### سانتریفیوژ
- عوامل پوشاننده
- حلالیت
- دستگاه اورست